# Litteraturens film 1
|  | Denne artikel er oprettet af botten Steenthbot ud fra en ekstern database. Den kan derfor have sproglige fejl eller mangler. Denne skabelon kan fjernes efter kontrol af indholdet. |

Litteraturens film 1 er en dansk dokumentarfilm fra 2000.

## Handling
»Litteraturens film« er et undervisningsmateriale til dansk i de gymnasiale uddannelser, der sætter fokus på film med litterære rødder: novellefilm, filmatiseringer, litterære portrætfilm, filmdigte. Materialet er blevet til i et samarbejde mellem Det Danske Filminstitut og Gyldendal og består af 2 dvd'er med i alt 17 film og bogen Litteraturens film skrevet af Henrik Poulsen. Bogen er udgivet af Gyldendal og skal bestilles hos forlaget eller hos boghandleren.
»Litteraturens film 1« indeholder flg. film:
1. . »Valgaften« - Instruktør: Anders Thomas Jensen, 12 minutter
2. . »Flugten« - Instruktør: Jørgen Roos og Albert Metz, 7 minutter
3. . »Nattegn - en film om Peter Laugesen« - Instruktør: Tom Elling, 27 minutter
4. . »Det perfekte menneske« - Instruktør: Jørgen Leth, 13 minutter
5. . »On the Road« - Instruktør: Charlotte Sachs Bostrup, 27 minutter
6. . »Cafe Hecto«r - Instruktør: Lotte Svendsen, 16 minutter
7. . »Sinans bryllup« - Instruktør: Ole Christian Madsen, 59 minutter
8. . »Blomsterfangen« - Instruktør: Jens Arentzen, 45 minutter
9. . »De nåede færgen« - Instruktør: Carl Th. Dreyer, 12 minutter[1]